# RENFE-Baureihe 450
Die Renfe-Baureihen 450 (Sechswageneinheiten) und 451 (Dreiwageneinheiten) sind elektrische Doppelstocktriebwagen der spanischen Eisenbahngesellschaft Renfe.
Die Züge wurden von Alstom und CAF gebaut. Sie werden in den spanischen Cercanías-Netzen Madrid sowie Barcelona eingesetzt.

## Geschichte

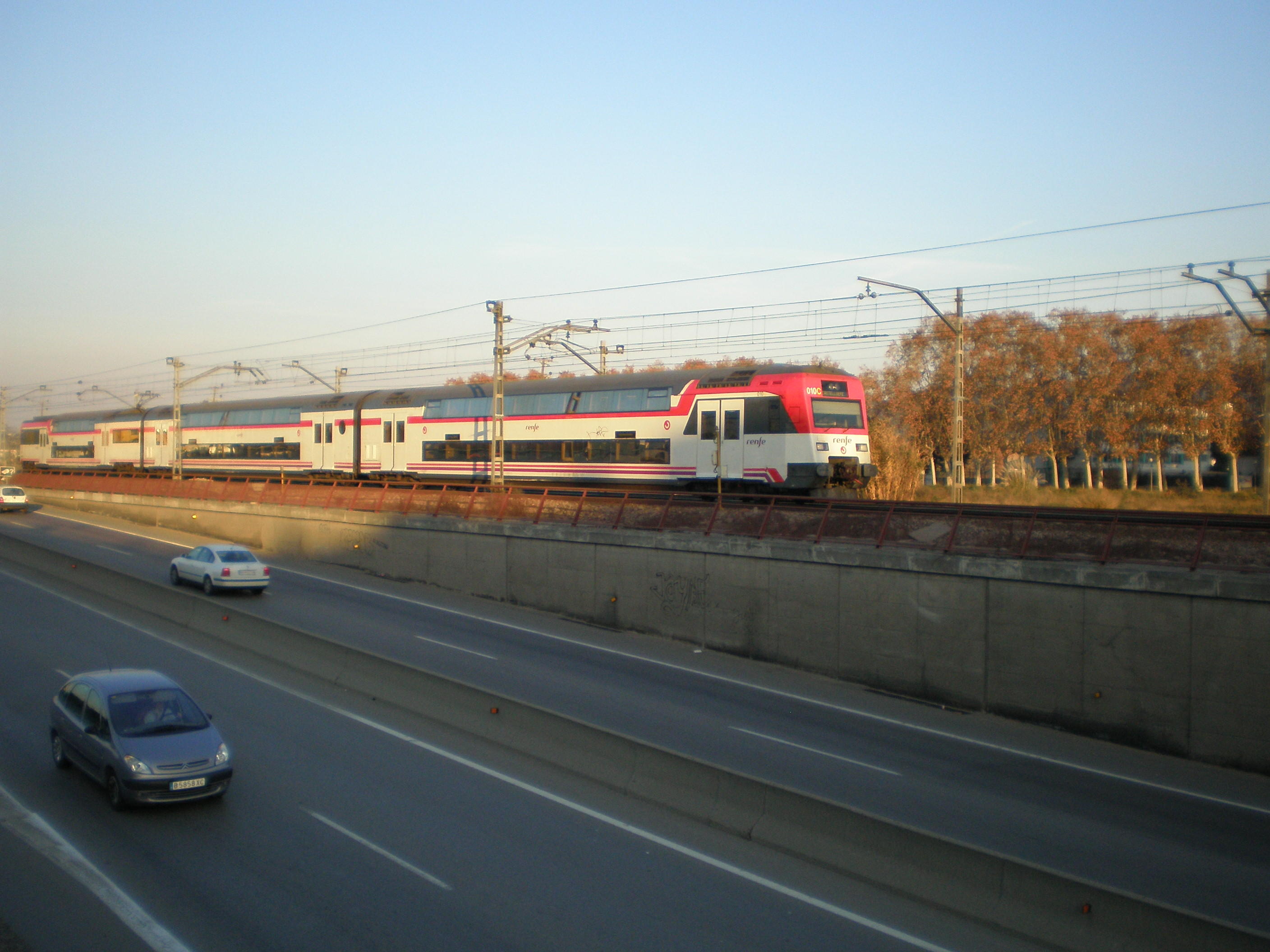
Zug der Baureihe 451 in Mollet del Vallès (bei Barcelona)

Im März 1988 bestellte die RENFE zwölf Zugverbände, die für den Verkehr auf vielbefahrenen Strecken der Cercanías Madrid genutzt werden sollten. Bei den ersten Lieferungen handelte es sich um Mittel- und Steuerwagen, die ab Juli 1990 als Wendezüge mit Lokomotiven der Reihe 269 auf den Zugläufen Madrid–El Escorial und Madrid–Cercedilla zum Einsatz kamen. Die Züge bestanden aus einer Lokomotive, vier Mittel- sowie einem Steuerwagen, die Einstiege befinden sich nach französischem Vorbild an den Wagenenden im Zwischenstock über den Drehgestellen. Im Jahr 1994 wurden die zwölf bestehenden Züge zur Ablösung der Lokomotiven mit passenden Triebwagen ergänzt. Zusätzlich wurden Trieb- und Mittelwagen für 24 Züge der Baureihe 450 beschafft. Wegen des erforderlichen Einbauraumes der Traktionsausrüstung ist der doppelstöckige Bereich in den Triebwagen kürzer, die Einstiege liegen näher zur Wagenmitte. Sie führen ebenfalls in den Zwischenstock.
Die Wagen sind untereinander mit Schraubenkupplungen und Seitenpuffern verbunden. Die Führerstandsenden der Trieb- und Steuerwagen sind mit Scharfenbergkupplungen mit Kontaktaufsätzen und zusätzlichen Seitenpuffern als Aufstoßschutz ausgerüstet. Die Kupplungen ermöglichen ein einfaches Stärken und Schwächen von Zügen.
Die Triebwagen werden durch zwei Asynchronmotoren des Typs FXA 3561A pro Drehgestell angetrieben. Die Motoren leisten je 370 kW und werden über Traktions-Wechselrichter mit Drehstrom versorgt.
Durch die Verwendung von fünf Sitzen in einer Reihe können extrem viele Sitzplätze bereitgestellt werden: Die Triebwagen besitzen 128 Sitzplätze (52 oben und 76 unten), während die Mittelwagen 188 Sitzplätze bieten (92 oben und 96 unten). Somit haben die Sechswagenzüge der Baureihe 450 knapp über 1000 Sitze.

### Ausmusterung
Im März 2021 kündigte Renfe an, alle Züge der Baureihe 450/451 sowie die der Reihe 446 ab 2024 durch insgesamt 211 neue Einheiten von den Herstellern Stadler und Alstom ersetzen zu wollen. Möglicherweise werden diese Züge dann verschrottet oder im Regionalverkehr eingesetzt.

## Einsätze

### Barcelona
Die zwölf Einheiten der Baureihe 451 verkehren seit 1994 in Barcelona auf der Linie R2. Außerdem verkehren im Netz der Rodalies Barcelona zusätzlich acht Zugverbände der Baureihe 450.
| Linie | Verlauf |
| ----- | --- |
|       | Granollers Centre – Barcelona Sants – Castelldefels                                                           |
|       | Barcelona Estació de França – Barcelona Sants – Castelldefels – Vilanova i la Geltrú – Sant Vicenç de Calders |

### Madrid
| Linie | Verlauf |
| ----- | --- |
|       | Madrid-Principe Pío – Madrid-Atocha – Madrid-Chamartín – Madrid-Fuente de la Mora – Flughafen Madrid-Barajas T4                      |
|       | Madrid-Chamartín – Madrid-Atocha – Alcalá de Henares – Guadalajara                                                                   |
|       | Madrid-Principe Pío – Pozuelo – Madrid-Chamartín – Madrid-Atocha – Alcalá de Henares                                                 |
|       | Cercedilla – Villalba – Madrid-Chamartín – Madrid-Atocha                                                                             |
|       | Villalba – Pozuelo – Madrid-Principe Pío – Madrid-Atocha – Madrid-Chamartín – Madrid-Fuente de la Mora – Flughafen Madrid-Barajas T4 |